# Operativo Conjunto Michoacán
El Operativo Conjunto Michoacán fue la primera etapa de la llamada Guerra mexicana contra el Narcotráfico implementada por el gobierno federal del presidente Felipe Calderón; viniendo después de esta etapa, los correspondientes operativos conjuntos en otros estados de la República.
El operativo conjunto fue cuestionado acerca de las faltas y violaciones a los derechos humanos en los que podría incurrir, dada la presencia militar entre la población civil del estado de Michoacán. El entonces presidente de la Comisión Nacional de los Derechos Humanos en México, José Luis Soberanes, en mayo de 2007, denunció que se habían presentado por lo menos 53 quejas por violaciones a los derechos humanos, por parte de los efectivos militares hacia la población civil. Desde entonces, Michoacán ha sido uno de los estados de México más violentos y con menor control por parte de las autoridades legítimas.

## Resultados a 7 días del Operativo

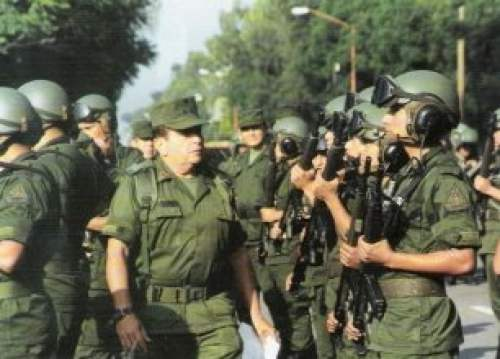
Militares del Ejército Mexicano a su llegada al estado de Michoacán, México.

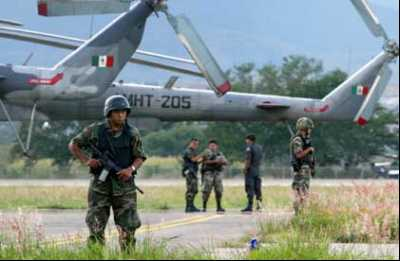
Cooperación de la Marina Armada de México en el traslado del Ejército Mexicano así como en el reconocimiento de zonas de cultivo.

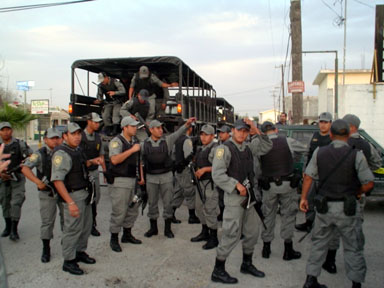
Fuerzas policiales de la PFP alistándose para cateos en Michoacán, México.

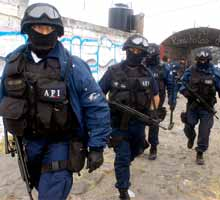
Agentes Federales de la AFI en exploración de reconocimiento en Michoacán, México.

### Reporte de la Secretaría de la Defensa Nacional (SEDENA)
- Destrucción de:
  - 2,116 plantíos de marihuana, en 237.59 ha y detención de 38 civiles
- Aseguramiento de:
  - 4,908 kg de marihuana
  - 133 kg de semilla de marihuana
  - 4 kg de semilla de amapola
  - 55 armas de fuego
  - 12 vehículos

### Reporte de la Secretaría de Marina (SEMAR)
- Destrucción de:
  - 44 plantíos de mariguana, en 5,18 ha
- Aseguramiento de:
  - 15 kg de marihuana
  - 3 armas de fuego
  - 27 cargadores
  - 962 cartuchos de varios calibres
  - 22 equipos y uniformes militares y de policía
  - 4 motobombas de agua
  - 2 aspersores manuales para riego
  - 2 bombas fumigadoras
  - 2 vehículos

### Reporte de la Secretaría de Seguridad Pública Federal (SSPF)
- Aseguramiento de:
  - 15 armas de fuego
  - 1,200 kg de marihuana
  - 7 kg de semilla de amapola
  - 56 automóviles robados
  - 3 yates
- 55 cateos en distintos municipios del Estado

### Reporte de la Procuraduría General de la República (PGR)
- Aseguramiento de:
  - 21 armas de fuego
  - 3 vehículos
- 29 cateos en el Estado
- 12 detenidos

Además, se tiene reporte de 4 narcotraficantes detenidos, así como de 2 sicarios que operaban para el cártel del Golfo.
El operativo, hasta el momento, le restó al narcotráfico la suma de unos 6.749 millones de pesos.

## Resultados del Operativo
El gobierno federal mexicano no dio a nuevos reportes de resultados acerca del Operativo Conjunto Michoacán. El ejecutivo federal y sus correspondientes dependencias se han mantenido en un estado hermético acerca de los resultados que se han alcanzado con los operativos realizados. Por lo anterior, se han generado múltiples peticiones, por parte de medios de comunicación y políticos, que exigen una rendición clara de los resultados alcanzados hasta el momento; con el fin de establecer un balance sobre la efectividad del Operativo Conjunto Michoacán.
Los medios de comunicación han recopilado diverso material fotográfico que retrata numerosos cateos y detenciones realizadas por parte del Ejército mexicano en el estado de Michoacán, México. Sin embargo, cifras oficiales tanto del material decomisado en cateos como de detenidos se han mantenido en un estado de mesura.
En junio de 2009, el gobierno federal arresto a 35 funcionarios y exfuncionarios (los cuáles fueron llamados popularmente "El Michoacanazo"), esto por sus nexos con el narcotráfico, siendo un escándalo en el ámbito político a nivel nacional. A pesar de lo publicitado de los arrestos, durante el transcurso del siguiente año y hasta 2011, la gran mayoría de los detenidos salieron de prisión, negando cualquier vínculo criminal.

### Críticas al operativo
Desde el inicio de la operación, Michoacán ha sido uno de los estados de México con más violencia y menor control por parte de las autoridades legítimas, siendo una de las principales críticas al sexenio del presidente Felipe Calderón, los cuales se ha cuestionado por las faltas y violaciones a los derechos humanos en que se incurrió como consecuencia de la participación del ejército en el combate al crimen organizado,
En los años que han seguido al inicio de la operación, se ha señalado la poca preparación, además de que sentaron las bases para las distintas olas de violencia que se han presentado en el estado e incluso en el país.
Otro de los puntos señalados en este operativo es el incremento de los homicidios en el estado, los cuales van desde los 576 registrados en el año 2006, pasando a los 765 en 2015, hasta llegar a los 2,691, duplicando la tasa nacional de homicidios en el año 2021. También este operativo trajo consigo el debate en el uso de las fuerzas militares en la guerra contra el narcotráfico, cuya participación ha sido manchada por abusos y el uso de fuerza excesiva por parte de las fuerzas castrenses.
Si bien el presidente Felipe Calderón defendió su estrategia como una "exitosa ofensiva" contra el crimen organizado en una región azotada por la siembre y producción de drogas No fue hasta noviembre de 2023, que el exmandatario reconoció durante Encuentro Regional del Centro de Análisis para Políticas Públicas (CAPP), que durante su sexenio la corrupción de las autoridades estatales era bastante profunda, además de encontrarse estrechamente vinculadas Los Caballeros Templarios.